# Pierre Conesa
Pour les articles homonymes, voir Conesa.
Pierre Conesa, né le 4 août 1948 à Alger (Algérie française), est un essayiste, haut fonctionnaire et chef d'entreprise français.

## Biographie

### Jeunesse et études
Pierre Conesa est titulaire d'un DEUG en mathématiques et en chinois, agrégé d'histoire en 1974 et ancien élève de l'École nationale d'administration (promotion Henri-François-d'Aguesseau, 1980-1982).

### Parcours professionnel
Il est chargé de cours en histoire contemporaine à l'université Paris-VII entre 1974 et 1980, après son obtention de l'agrégation d'histoire. Sorti de l'ENA en 1982, il devient conseiller de tribunal administratif en 1982. 
Il est administrateur civil au ministère de la Défense, où il est notamment directeur adjoint de la délégation des Affaires stratégiques, avant de prendre sa retraite en 2012.
Il devient directeur général de la Compagnie européenne d’intelligence stratégique en 2005, poste qu'il conserve jusqu'en 2011. En 2009, il est pressenti pour devenir haut responsable chargé de l'intelligence économique, mais il est jugé « trop proche des prestataires de l'intelligence économique », et le poste n'est pas pourvu. 
Il est ensuite membre de la fondation Res Publica. Il a été maître de conférences à l'Institut d'études politiques de Paris.
Il est rédacteur du premier plan stratégique de soutien aux exportations d’armements, et a créé le campus de défense de l'École militaire.[réf. nécessaire]
Il est fondateur et président de la société Homid, spécialisée en intelligence économique, conseil, communication et relations publiques.

## Prises de position

### Construction de l'ennemi
Dans son livre La Fabrication de l’ennemi ou Comment tuer avec sa conscience pour soi (2011), il affirme que les États doivent se construire leurs ennemis géopolitiques pour mieux orienter leurs conflits. Il défend l'idée qu'avoir un ennemi commun est un facteur identitaire qui propulse les consciences dans le besoin de tuer avant d'être tué. Il qualifie ce phénomène de processus sociologique de conviction, qui se stigmatise en menace pour le groupe et justifie l'usage de la violence. Par exemple : le péril jaune, la perfide Albion, le complot judéo-maçonnique des ploutocrates, ou l'Axe du Mal de George W. Bush. Il explique également que cet ennemi est essentiellement médiatique. Déjà en 2009, il qualifie la géopolitique d'« habillage rationnel des rapports de force internationaux ».

### Arabie saoudite et djihadisme
Il est un pessimiste du développement de l'Arabie saoudite. En 2016, il qualifie le pays de « vivier de djihadistes » et de « pays géniteur de radicalisme ».
Il déclare dans un autre interview : « On est en guerre contre le salafisme […] mais simplement, le salafisme, c'est l'Arabie saoudite donc c'est gênant ».

### Conseil de sécurité
Il critique enfin le caractère oligarchique non-démocratique de la suprématie des cinq États-membres permanents du Conseil de sécurité de l'ONU vainqueurs en 1945 et de leur droit de veto paralysant et abusif : France et Royaume-Uni, deux anciennes puissances coloniales devenues moins puissantes ; États-Unis pratiquant encore la peine de mort dans certains de ses États fédérés et à l'extérieur des interventions militaires, emprisonnements et espionnage abusifs y compris de leurs alliés supposés en contradiction avec la Charte des droits de l'homme onusienne de 1948, son année de naissance.

### Religions et intolérance
Il critique par ailleurs l'idée selon laquelle seuls les monothéismes seraient vecteurs d'intolérance, en donnant quelques exemples chez certaines branches hindouistes et bouddhistes.

### Guerre russo-ukrainienne
Au début de l'invasion de l'Ukraine par la Russie, en juillet 2022, sur Europe 1, il affirme qu'« aider l'Ukraine est une priorité absolue ». Dans le même temps, il estime, comme Emmanuel Macron au même moment, qu'« il ne faut pas humilier la Russie » et que des négociations, selon des termes choisis avec les Ukrainiens, doivent être l'objectif final. 

## Ouvrages
- Dommages collatéraux, Paris, Flammarion, 2002, 309 p. (ISBN 2-08-068346-2, BNF 38919577)[20],[21].
- Guide du paradis, La Tour-d'Aigues, L'Aube, coll. « Monde en cours : essai », 2004 (réimpr. 2006, 2011, 2016), 173 p. (ISBN 2-7526-0049-6, BNF 39911030).
- Les mécaniques du chaos : bushisme, terrorisme et prolifération, La Tour-d'Aigues, L'Aube, coll. « Monde en cours », 2007, 192 p. (ISBN 9-782-75260326-5).
- Zone de choc : roman, La Tour-d'Aigues, L'Aube, coll. « Regards d'ici », 2011, 230 p. (ISBN 978-2-8159-0257-1, BNF 42552921).
- La Fabrication de l’ennemi ou Comment tuer avec sa conscience pour soi  (préf. Michel Wieviorka), Paris, Robert Laffont, coll. « Le Monde comme il va », 2011, 364 p. (ISBN 978-2-221-12678-3, BNF 42520394).
- Surtout ne rien décider : manuel de survie en milieu politique avec exercices pratiques corrigés, Paris, Robert Laffont, 2014, 138 p. (ISBN 978-2-221-14064-2, BNF 43786547).
- Guide du petit djihadiste : à l'usage des adolescents, des parents, des enseignants et des gouvernants, Paris, Fayard, 2016, 144 p. (ISBN 978-2-213-70042-7)[22],[23].
- Docteur Saoud et Mister Djihad : la diplomatie religieuse de l'Arabie saoudite  (préf. Hubert Védrine), Paris, Robert Laffont, 2016, 306 p. (ISBN 978-2-221-19564-2).
- Hollywar : Hollywood, arme de propagande massive, Paris, Robert Laffont, 2018, 224 p. (ISBN 978-2-221-21722-1).
- Avec Dieu on ne discute pas !, Paris, Robert Laffont, 2020, 383 p. (ISBN 978-2221247037).
- Le Lobby saoudien en France : Comment vendre un pays invendable, Denoël, 2021, 256 p. (ISBN 978-2-207-16064-0).
- Vendre la guerre : Le complexe militaro-intellectuel, Avignon, Editions de l'Aube, 2022, 360 p. (ISBN 978-2-8159-4925-5).
- État des lieux du salafisme en France : Du séparatisme au terrorisme, Avignon, Editions de l'Aube, 2023, 144 p. (ISBN 978-2-8159-5636-9).

## Prix
- Prix du meilleur livre géopolitique 2017 du festival de géopolitique de Grenoble pour Docteur Saoud et Mister Djihad[24].